# Cantó de Mitry-Mory
El cantó de Mitry-Mory és una divisió administrativa francesa del departament del Sena i Marne, situat al districte de Meaux. Des del 2015 té 19 municipis i el cap és Mitry-Mory.

## Municipis
- Compans
- Dammartin-en-Goële
- Juilly
- Longperrier
- Marchémoret
- Mauregard
- Le Mesnil-Amelot
- Mitry-Mory
- Montgé-en-Goële
- Moussy-le-Neuf
- Moussy-le-Vieux
- Nantouillet
- Othis
- Rouvres
- Saint-Mard
- Saint-Pathus
- Thieux
- Villeneuve-sous-Dammartin
- Vinantes

## Història
| Data d'elecció                           | Identitat           | Partit | Qualitat |
| ---------------------------------------- | ------------------- | ------ | -------- |
| 1982-1994                                | Noël Fraboulet      | PCF    |          |
| 1994-2015                                | Jean-Pierre Bontoux | PCF    |          |
| les dades anteriors no són pas conegudes |                     |        |          |
|                                          |                     |        |          |

## Demografia
| A partir de 1990: Població sense dobles comptes |